# Armando Rossi
Armando Rossi (Modena, 16 luglio 1909 – Torino, 12 gennaio 1988) è stato un attore e commediografo italiano di teatro e teatro dialettale piemontese.

## Biografia
Residente a Torino dal 1914, Armando Rossi si è dedicato al teatro fin da ragazzo recitando nella compagnia del padre, che era attiva in Piemonte già dai tempi della prima guerra mondiale.
Dal 1928 al 1940 Armando Rossi allestì settimanalmente spettacoli per i militari della Casa del Soldato, riuscendo a rappresentare sino a 44 commedie diverse in un solo anno.
Nel 1945, Rossi fondò il trimestrale La Voce di Tutti, a cui seguì nel 1947 il mensile Piccola Ribalta (sorto all'insegna dell'antico motto Castigat ridendo mores, motto già resuscitato da Diderot, il quale voleva con questo sanzionare una formula d'arte, pretendendo addirittura che il teatro diventasse cattedra e tribuna). Nel 1955 fondò l'Associazione Amici del Teatro, che ebbe l'adesione e l'appoggio delle più note personalità torinesi dello spettacolo.
Sempre nel 1955 la Famija Turineisa, presieduta dall'avvocato Giulio Colombini, accoglie e fa sua l'iniziativa di Armando Rossi, affidandogli l'organizzazione del Primo Festival del Teatro Dialettale.
Dopo il 1964, anno in cui cessa l'attività della sua compagnia, Armando Rossi reciterà ancora in spettacoli con Mario Ferrero, Erminio Macario, con la sezione dialettale del Teatro Stabile di Torino, e prenderà parte, saltuariamente, a spettacoli radiotelevisivi.
Scrive Armando Rossi nell'ottobre del 1965:"L'amore, la fede, la passione per il teatro, non sono sufficienti per farlo vivere".

## Teatro
Gran parte di questi testi e di tutta la sua biblioteca personale sono reperibili in formato cartaceo presso la biblioteca del Centro Studi del Teatro Stabile di Torino alla quale fece dono in testamento.

### Comiche e farse
- Barba Tòni ant' ij pastiss
- La bisbetica an gabia
- Col' ambrojon 'd mé nëvod
- I corn dël milionari
- Dësvij-te tupin
- Dësvij-te torolo
- Dësvij-te Monssù Bonèt ch'a l'é ora! (con Aldo Nicolaj)
- Don Pero, ch'ai penssa chiel!
- I goai 'd na famija morigerà
- Madama rompaciap
- Mé cit
- Mé papalino “'l professor...”
- Médéo 'l mincion
- Mia magna la baronëssa...
- Monssù Gigèt
- Mosche, moschin e zanzaron
- 'L némis dle dòne

### Brillanti
- A l'é rivaje 'l merlo
- 'l balin dle férie
- 'L bigamo
- I casalinghi
- Che fortun-a cola gran-a
- Ciaramlade ch'a giro
- Desideri insoddisfratti
- Dotor per rïe
- I goai 'd l'onorevole Ferrero
- L'avocat 'd le caose perse
- 'L passaròt 'd pociorilo
- Mata per n'ora
- Panèt, panin e... panaton
- 'N trigomigo an montagna

### Giallo - Comiche
- Beniamin a j' é ma 'd chi a l'é?
- Tra 'l di e 'l fè a j'è an mes... i sòld (con Franco Roberto)

### Satiriche
- 'L giaon 'd Monssù Rasèt
- Në schèrs 'd Monssù Panèt
- La protesta dle anime (con Aldo Nicolaj)

### D'ambiente e di costume
- Compromes d'amor
- La famija Padalin
- L'òrt 'd San Dumini
- Festival dël Teatro Piemonteis (con Franco Roberto)

### Drammatiche
- Come le foglie (da Giuseppe Giacosa)
- Gionòt dël 900 (da Aldo Nicolaj)

### Farse in 1 atto
- Ajassin, fifa e baston
- Busie e fabiòc
- Ciò per bròca
- I ciòrgn
- 'N ganimede turlupina
- La gucia da baila
- Marioma la veja
- Marit-te e peui ghigna
- La prima neuit
- La pulès
- La përsècussion
- Piora ti che pioro mi
- Ciaciarade svice
- Gnun a la veul, un a la pia
- La locanda 'd madama Maria
- Il pastore Gelindo a Betlemme
- Le petegole
- 31 dicembre di qualunque anno
- Le disavventure dël dotor Bertòt
- Malavi o torolo?
- Cola fregatura 'd na promessa
- Chi la fa, l'aspetti

### Atti drammatici e sentimentali
- Adieu mè amor (da La voce umana)
- La midaja d'or (da Carlo Trabucco)
- La mòrsa
- 'N Natal fòravia
- Natale al commissariato
- Lë scufiòt
- Trio sole

### Commedie in lingua
- C'è ma chi sarà? ovvero (Una famiglia sconcertante)
- Don Carlo ci pensi lei
- Mia zia la baronessa
- La contestazione
- Avventura curiosa di una baby-sitter
- Il processo

Gran parte di questi testi e di tutta la sua biblioteca personale sono reperibili in formato cartaceo presso la biblioteca del Centro Studi del Teatro Stabile di Torino alla quale fece dono in testamento.

## Filmografia

### Cinema
- Campo di maggio, regia di Giovacchino Forzano (1935)
- Vacanze in collegio (Merlusse), regia di Marcel Pagnol (1935)
- Sgarro alla camorra, regia di Ettore Maria Fizzarotti (1973)
- Perché si uccidono (La merde), regia di Mauro Macario (1975)
- Torino violenta, regia di Carlo Ausino (1977)
- La ragazza di via Millelire, regia di Gianni Serra (1980)
- Tony, l'altra faccia della Torino violenta, regia di Carlo Ausino (1980)
- Celebrità, regia di Ninì Grassia (1981)

### Televisione
- Seguirà una brillantissima farsa... – miniserie tv, un episodio (1973)
- Le tre capitali, regia di Edmo Fenoglio – miniserie tv (1982)